# Habartov
Habartov (niem. Haberspirk) − miasto w Czechach, w kraju karlowarskim. Według danych z 31 grudnia 2007 powierzchnia miasta wynosiła 2 116 ha, a liczba jego mieszkańców 5 289 osób.

## Demografia
| Rok             | 1970  | 1980  | 1991  | 2001  | 2003  |
| --------------- | ----- | ----- | ----- | ----- | ----- |
| Liczba ludności | 6 701 | 6 184 | 5 477 | 5 390 | 5 337 |

Źródło: Czeski Urząd Statystyczny